# 107393 Bernacca
107393 Bernacca este un asteroid din centura principală de asteroizi.

## Descriere
107393 Bernacca este un asteroid din centura principală de asteroizi. A fost descoperit pe 1 februarie 2001 la Cima Ekar în cadrul programului Asiago-DLR Asteroid Survey. Asteroidul prezintă o orbită caracterizată de o semiaxă mare de 2,90 ua, o excentricitate de 0,07 și o înclinație de 3,3° în raport cu ecliptica.